# C. J. Suess
Clinston Robert „C. J.“ Suess, geb. Franklin, (* 17. März 1994 in Forest Lake, Minnesota) ist ein US-amerikanischer Eishockeyspieler, der seit Juli 2025 bei den Dresdner Eislöwen aus der Deutschen Eishockey Liga (DEL) unter Vertrag steht und dort auf der Position des Centers spielt. Zuvor absolvierte Suess über 360 Spiele in der American Hockey League (AHL) und stand zudem in fünf Partien für die Winnipeg Jets sowie San Jose Sharks in der National Hockey League (NHL) auf dem Eis.

## Karriere
Nach dem Besuch der High School bis zum Sommer 2012 spielte Suess mit Beginn der Saison 2012/13 bei den Sioux Falls Stampede in der United States Hockey League (USHL), die ihn zuvor gedraftet hatten. Dort war der Stürmer zwei Jahre lang unter anderem mit Charlie Lindgren, Dakota Joshua und Logan O’Connor aktiv. Während dieser Zeit nahm er einmal am All-Star-Game der Liga teil und erzielte in 129 Einsätzen insgesamt 118 Scorerpunkte. Im NHL Entry Draft 2014 wurde Suess in der fünften Runde an der 129. Stelle von den Winnipeg Jets aus der National Hockey League (NHL) ausgewählt.
In der Folge des Drafts wechselte der 20-Jährige im Sommer 2014 ans College und begann ein Studium an der Minnesota State University, Mankato. Dort war der Linksschütze insgesamt vier Jahre parallel zu seiner Ausbildung in der Eishockeymannschaft der Universität im Spielbetrieb der National Collegiate Athletic Association (NCAA) tätig. Gleich in seinem ersten Jahr gewann er mit dem Team die Meisterschaft der Western Collegiate Hockey Association (WCHA) in Form der Broadmoor Trophy. Er selbst wurde ins All-Rookie-Team der Division gewählt. Zwei Spielzeiten später stand er im Second All-Star-Team der WCHA, nachdem er vom linken Flügelspieler zum Mittelstürmer umgeschult worden war, und wurde vor der Saison 2016/17 zum Mannschaftskapitän ernannt. Im August 2017 nahm Suess, nachdem er bis dato unter seinem Geburtsnamen Franklin gespielt hatte und gedraftet worden war, den Nachnamen seiner Mutter an und trat fortan unter dem Namen Suess in Erscheinung. Sein letztes Collegejahr schloss er als bester Spieler und Topscorer der WCHA ab, so dass er zu den zehn Finalisten für den Hobey Baker Memorial Award gehörte.
Nachdem Suess bereits im März 2018 einen Einstiegsvertrag bei den Winnipeg Jets unterschrieben hatte, wechselte er zur Saison 2018/19 in deren Organisation. Der US-Amerikaner wurde in den folgenden vier Jahren bei Winnipegs Farmteam, den Manitoba Moose, in der American Hockey League (AHL) eingesetzt. Die Zeit bei den Moose war vor allem durch die COVID-19-Pandemie und den dadurch eingeschränkten Spielbetrieb der NHL und AHL geprägt. Dennoch kam der Angreifer im Verlauf des Spieljahres 2019/20 zu seinem NHL-Debüt in Winnipeg. Der Einsatz im November 2019 sollte zunächst jedoch der einzige bleiben; erst in der Saison 2021/22 kamen drei weitere Spiele hinzu. Der Vertrag Suess’ wurde über die Spielzeit hinaus nicht weiter verlängert, sodass sich der Free Agent im Juli 2022 den San Jose Sharks anschloss. Auch dort kam der Offensivspieler vornehmlich in der AHL beim Kooperationspartner San Jose Barracuda zu Einsätzen. Für die Sharks stand er in der Saison 2022/23 nur einmal in der NHL auf dem Eis. Er kehrte daher im Juli 2023 – abermals als Free Agent – zu den Manitoba Moose zurück, bei denen er einen auf die AHL beschränkten Zweijahresvertrag unterzeichnete. Dort sammelte Suess in den beiden Spieljahren 2023/24 und 2024/25 jeweils mindestens 20 Scorerpunkte.
Im Juli 2025 unterschrieb der Mittelstürmer seinen ersten Vertrag im europäischen Ausland, als sich die Dresdner Eislöwen aus der Deutschen Eishockey Liga (DEL) seine Dienste für die Saison 2025/26 sicherten.

### International
Im Juniorenbereich nahm Suess mit der U19-Auswahl des US-amerikanischen Eishockeyverbandes USA Hockey an der World Junior A Challenge 2013 teil. Dabei kam er in allen vier Turnierspielen zum Einsatz, in denen ihm drei Scorerpunkte gelangen. Am Turnierende gewann er mit den US-Amerikanern die Goldmedaille.

## Erfolge und Auszeichnungen
| - 2014 Teilnahme am USHL All-Star Game - 2015 Broadmoor-Trophy-Gewinn mit der Minnesota State University, Mankato - 2015 WCHA All-Rookie Team - 2017 WCHA Second All-Star Team - 2018 WCHA Player of the Year | - 2018 WCHA Offensive Player of the Year - 2018 WCHA First All-Star Team - 2018 NCAA West First All-American Team - 2018 Finalist um den Hobey Baker Memorial Award |

### International
- 2013 Goldmedaille bei der World Junior A Challenge

## Karrierestatistik
Stand: Ende der Saison 2024/25

### International
Vertrat die USA bei:
- World Junior A Challenge 2013

(Legende zur Spielerstatistik: Sp oder GP = absolvierte Spiele; T oder G = erzielte Tore; V oder A = erzielte Assists; Pkt oder Pts = erzielte Scorerpunkte; SM oder PIM = erhaltene Strafminuten; +/− = Plus/Minus-Bilanz; PP = erzielte Überzahltore; SH = erzielte Unterzahltore; GW = erzielte Siegtore; 1 Play-downs/Relegation; Kursiv: Statistik nicht vollständig)